# 林溪河
林溪河，位于中国广西壮族自治区三江侗族自治县北部，是古宜河右岸支流，发源于三江县林溪乡茶溪村，向南流经林溪乡驻地、冠峒村、平铺村、程阳村以及古宜镇的光辉村、黄排村，最后于石眼屯东南汇入古宜河。河长51公里，流域面积427平方千米。著名的程阳永济桥位于林溪乡程阳村以南的林溪河上，具有典型的侗族风格，为全国重点文物保护单位。